# شيزوكا إيشيغامي
شيزوكا إيشيغامي (石上静香 إيشيغامي شيزوكا) هي مؤدية أصوات يابانية ولدت في 14 سبتمبر 1988 في طوكيو.

## أدوارها في الأنمي

### مسلسلات أنمي تلفزيونية
- أكتيف رايد: الفريق الثامن من قسم الإقتحام المتنقل - هاروكا هوشيميا
- مغامرة جوجو الغريبة: ستارداست كروسيدرز - موزع البطاقات
- من الغد الهادئ - أكيرا شيودومي
- الآلي السليم دايميدالر - كيريكو كيونا
- كذبتك في أبريل - ناو كاشيواغي
- صراع الطبخ - إيكومي ميتو
- صراع الطبخ: الطبق الثاني - إيكومي ميتو
- رقصة سيف الأطياف - إليس فارنغارت، سكارلت
- البدلة المتنقلة جاندام: أيتام الدم الحديدي - إنبي، كلوي توربين
- هل من الخطأ أن أسعى وراء الفتيات في المتاهات؟ - سير فلوفر
- سورد أوراتوريا - سير فلوفر
- بطولات فارس فاشل - ستيلا فيرميليون
- باكومان - أواتا، سيغاوا
- بوبوكي بورانكي - كينوا أوغي
- بوبوكي بورانكي: عمالقة الكوكب - كينوا أوغي
- إيس أتورني - كودي هاكينز
- غورو غورو (2017) - مايكي
- فيت/أبوكريفا - سيلينيكي آيسكول يغدميلينيا
- شيمونتا - أيامي كاجو.
- مغامرة جوجو الغريبة: الرياح الذهبية - برونو بوتشاراتي الشاب
- فينلاند ساغا - ثورفين الطفل
- إعادة المعالج - سيتسونا
- فريرن: ما وراء نهاية الرحلة - لاوفين
- أوريسي ياتسورا - بنتن
- غليبنير (مانغا) - هيكاوا
- حريم نهاية العالم - نينكو إيسوروجي
- قاتل الشياطين: كيميتسو نو يايبا - قوس المنطقة الترفيهية - ماكيو
- سجل باهاموت الذي لم يُهزَم - يوروكا كيريهيمي
- إعادة تجسيدي في هيئة هلام - ريوتا
- كم من الأثقال ترفع؟ - أياكا أويهارا
- 86 (رواية خفيفة) - ريكا رين
- نيفرلاند الموعودة - نات
- موريارتي الوطني - ويليام جيمس موريارتي الطفل

### أفلام أنمي
- نداء القلب - أسكا إدا

## وصلات خارجية
- شيزوكا إيشيغامي على موقع IMDb (الإنجليزية)
- شيزوكا إيشيغامي على موقع ميوزك برينز (الإنجليزية)
- شيزوكا إيشيغامي على موقع قاعدة بيانات الفيلم (الإنجليزية)